# Niuksenitia
Niuksenitia es un género extinto de terápsidos biarmosuquios que vivieron durante el periodo Pérmico superior (Tatariano) en lo que ahora es Rusia. Se conoce a partir de un cráneo fragmentario.